# Églises traditionnellement pacifistes
Le terme « Églises traditionnellement pacifistes », en anglais Historic Peace Churches (HPC), recouvre quelques mouvements chrétiens qui se distinguent par leur profond engagement pacifiste. Il fait référence aux « Conférences des Églises pacifistes » qui ont eu lieu dès les années 1920 aux États-Unis.

## Mouvements concernés
Trois mouvements religieux issus de la branche protestante du christianisme appartiennent aux « Églises traditionnellement pacifistes » :
- Le mennonitisme, branche du mouvement anabaptiste organisée autour de Menno Simons au XVIe siècle, de laquelle sont issues les communautés amish.
- La Société religieuse des Amis (quakers) est un courant du réveil du protestantisme anglo-saxon apparu dans la seconde moitié du XVIIe siècle.
- L’Église des Frères (Church of the Brethren), issue de l'anabaptisme, est apparue en Allemagne au XVIIIe siècle.

Ces mouvements ont en commun un engagement pacifiste qui pousse en particulier à refuser le service militaire, ils regroupent de nombreux objecteurs de conscience.
D'autres églises et mouvements chrétiens pacifistes existent et participent au mouvement pacifiste chrétien international, en particulier représenté par l'International Fellowship of Reconciliation (Mouvement international de la réconciliation).

## Historique
Les quakers, qui sont les principaux promoteurs dès 1914 du mouvement pacifiste œcuménique Fellowship of Reconciliation, sont également à l'origine des « Conférences des Églises pacifistes » (Conference of Pacifist Churches), dont la première eut lieu en août 1922 à Bluffton, Ohio. Étaient invités les mennonites, les Frères, les quakers, ainsi que les membres de l'Église Schwenkfeldienne et les Frères moraves. Ces deux derniers groupes ne sont pas restés dans la structure créée à ce moment. Les quakers, les mennonites et les Frères ont tenu des conférences en 1923, 1926, 1927, 1929 et 1931.
L'expression Historic Peace Churches a été construite à l'occasion de la conférence réunissant ces trois Églises nord-américaines en 1935 à North Newton (Kansas),. Il s'agissait de distinguer le pacifisme chrétien fondé sur la Bible du pacifisme politique. Les participants de la conférence de Newton décidèrent d'actions communes : des délégations ont eu pour tâche de rendre visite à d'autres dénominations ainsi qu'au gouvernement des États-Unis, et en particulier au président Roosevelt. Un « Comité de continuation » est créé pour promouvoir de manière coordonnée les questions pacifistes.
Le Comité de continuation européen des « Églises pacifistes historiques » (Historic Peace Churches European Continuation Committee) est créé après la Seconde Guerre mondiale, en 1949. Les premières rencontres ont lieu à Genève (Presinge), puis à Heerewegen (Pays-Bas), en février, mai et août 1949.
Le « Comité » devient en 1968 le Centre d'études et de liaison Eirene (Eirene Studies and Liaison Center), puis en 1976 « Église et Paix » (Church and Peace), le réseau œcuménique européen des Églises pacifistes.
Dans l’immédiat après-guerre, Michael Robert Zigler (1891-1985, Église des Frères) avait initié des conversations avec le Conseil œcuménique des Églises (COE, fondé en 1948), qui ont abouti à un document des Peace churches soumis au COE sous le titre : Peace is the Will of God (la paix est la volonté de Dieu). Il s’ensuivit les « Conférences de Puidoux » de 1955 à 1969 (nommées d'après le premier lieu de rencontre, dans le canton de Vaud). C'est là que les « Églises traditionnellement pacifistes » (mennonites, quakers et Église des Frères), avec le mouvement international de la Réconciliation (IFOR), le COE, et des représentants des Églises locales, ont « développé les énoncés fondamentaux d’une théologie de paix et de pratiques de paix »,.
Des consultations internationales ont eu lieu au centre mennonite de formation théologique Bienenberg à Liestal (Suisse) en 2001 sur le thème « Theology and Culture: Peacemaking in a Globalized World » à Solo en Indonésie en 2007 (« Peace in Our Land »),.
En 2013, les Églises moraves et traditionnellement pacifistes, regroupant notamment la tradition mennonite, les Églises des Frères et la Société religieuse des Amis (quakers), soit au total une vingtaine d'organisations, ont décidé de se faire représenter au sein des organes directeurs du Conseil œcuménique des Églises comme une seule famille confessionnelle.

## Orientations
Extraits des « affirmations » publiées par la Consultation des Églises traditionnellement pacifistes qui a eu lieu en 2001 à l’institut biblique du Bienenberg, en Suisse.
- « … car ce mode de vie non-violent est au cœur de l’Évangile. »

- « La bonne nouvelle de l'Évangile nous appelle a considérer la recherche de la justice comme centrale et faisant intégralement partie d’un mode de vie non-violent. »

- « Nous sommes appelés à trouver des moyens créatifs non-violents dans les situations de conflits, à la recherche de la justice : être solidaire avec les victimes, soigner les blessures des opprimés, répondre aux besoins des pauvres, aller vers une véritable compréhension et empathie avec toutes les parties d’un conflit, tenter une réconciliation quand cela est possible, apprendre à pardonner, et aimer véritablement nos ennemis. »

- « Nous sommes appelés à témoigner dans la confiance et l’espoir que Dieu puisse utiliser notre témoignage pour apporter la réconciliation et une culture de paix et de justice. L’efficacité de notre engagement est toujours un aspect important, mais pas le seul. Nous sommes appelés à avoir une confiance patiente et constante que ce que Dieu fera de notre obéissance dépassera souvent notre compréhension. La volonté d’accepter la souffrance fait donc partie de notre témoignage pour la paix. »

- « Notre témoignage vient du culte, de la prière, de l’étude et du discernement selon la discipline de la communauté de foi. Dans le même temps, notre témoignage s’étend à la société civile et à l’environnement dans lesquels nous vivons. La paix fondamentalement inclut les dimensions spirituelle, communautaire et politique, et un souci d’écologie. »